# تیغ‌پشت برنجی موش‌کوری
تیغ‌پشت برنجی موش‌کوری(نام علمی: Oryzorictes hova) نام یک گونه از سرده تیغ‌پشت برنجی است.